# 90號公路 (以色列)

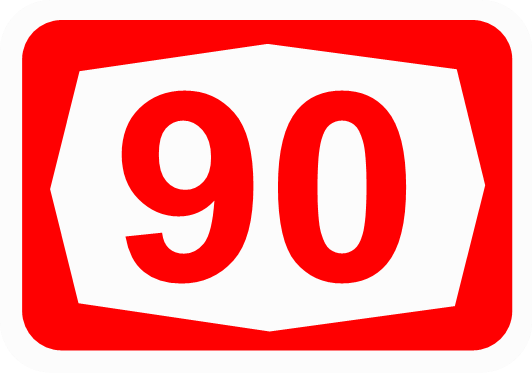
以色列90號公路標誌

90號公路（希伯來語：כביש 90）為以色列最長的公路，北起黎巴嫩邊界附近的麥圖拉，南至红海北岸（以色列與埃及邊界），全長480公里。此公路沿途經過加利利海西岸、約旦河谷、死海西岸（使其成為全世界海拔最低的公路）、阿拉伯谷、埃拉特等地。
公路中段穿越約旦河西岸地區，且經過杰里科附近，而該城市附近並非由巴勒斯坦民族权力机构所控制。此公路有兩處檢查點，而這兩處檢查點將公路分成北段、中段以及南段，而中段位於绿线（1949年停戰邊界）內。
90號公路經過約旦河谷的路段稱為，意思為「甘地之路」，其名稱來源於在2001年遭暗殺身亡的以色列旅遊部長雷哈瓦姆·澤維的暱稱「甘地」，其暱稱源自於圣雄甘地。
90號公路經過死海的路段稱為「死海公路」（Dead Sea Highway），其路段乃全世界海拔最低的公路。此段公路途經马萨达、恩戈地自然保護區、恩戈地礦泉療養地、庫姆蘭洞穴，而化妝品公司愛海珍泥主要的製造廠房則坐落於此路段附近。
90號公路經過阿拉伯谷的路段稱為「阿拉伯谷公路」（Arava Highway）。

## 歷史
1980年代初期納編為90號公路。公路最北端之路段，即提比里亞至麥圖拉之間路段，在奥斯曼帝国時期已存在，乃整條路線當中最古老的路段。
整個階段路面拓寬工程之總經費達23億新謝克爾（約6.5億美元）。截至2013年秋季，埃拉特北方長達40公里的路段已完成拓寬。

## 檢查點
90號公路有兩處檢查點：一處位於Sdei Trumot北方，另一處位於前一個檢查點南方，即恩戈地北方。90號公路與1号公路所交會之地點位於兩處檢查點之間。

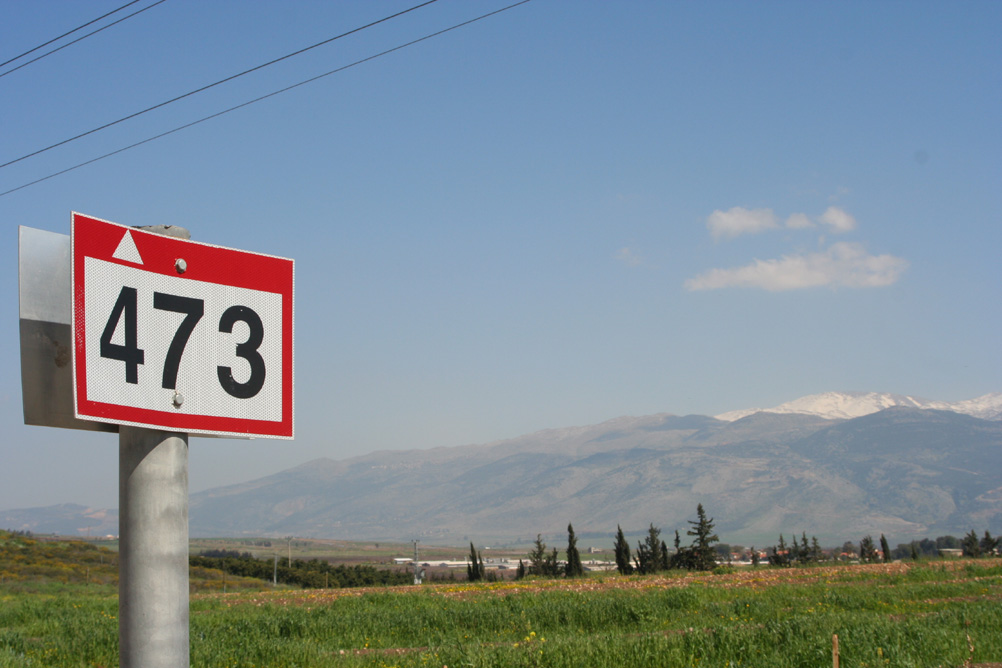
鄰近Kfar Giladi的90號公路
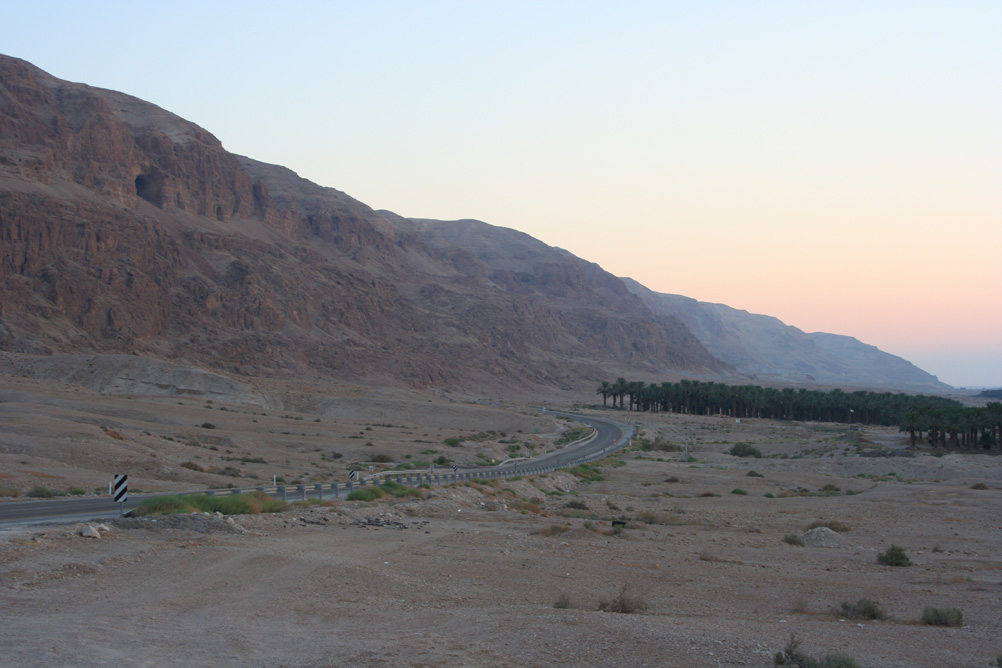
位於死海的90號公路
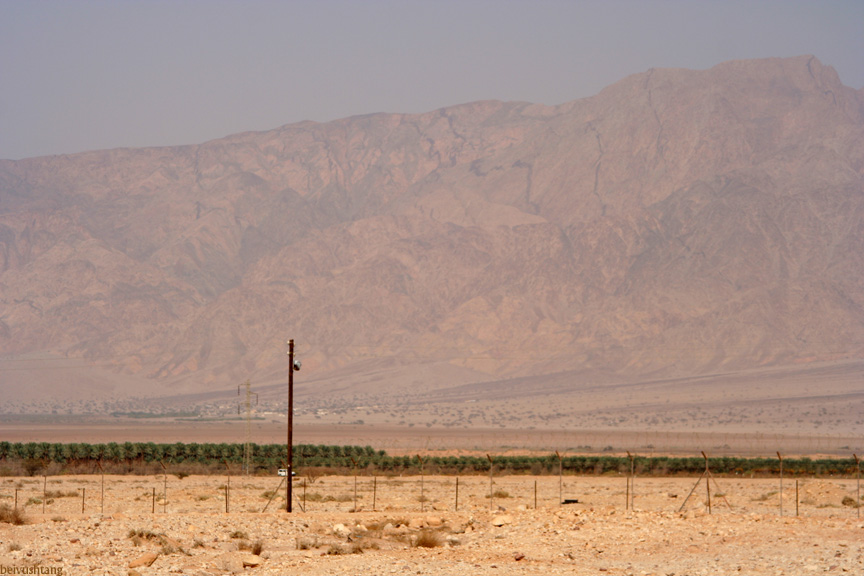
位於阿拉伯谷境內（埃拉特北方）的90號公路
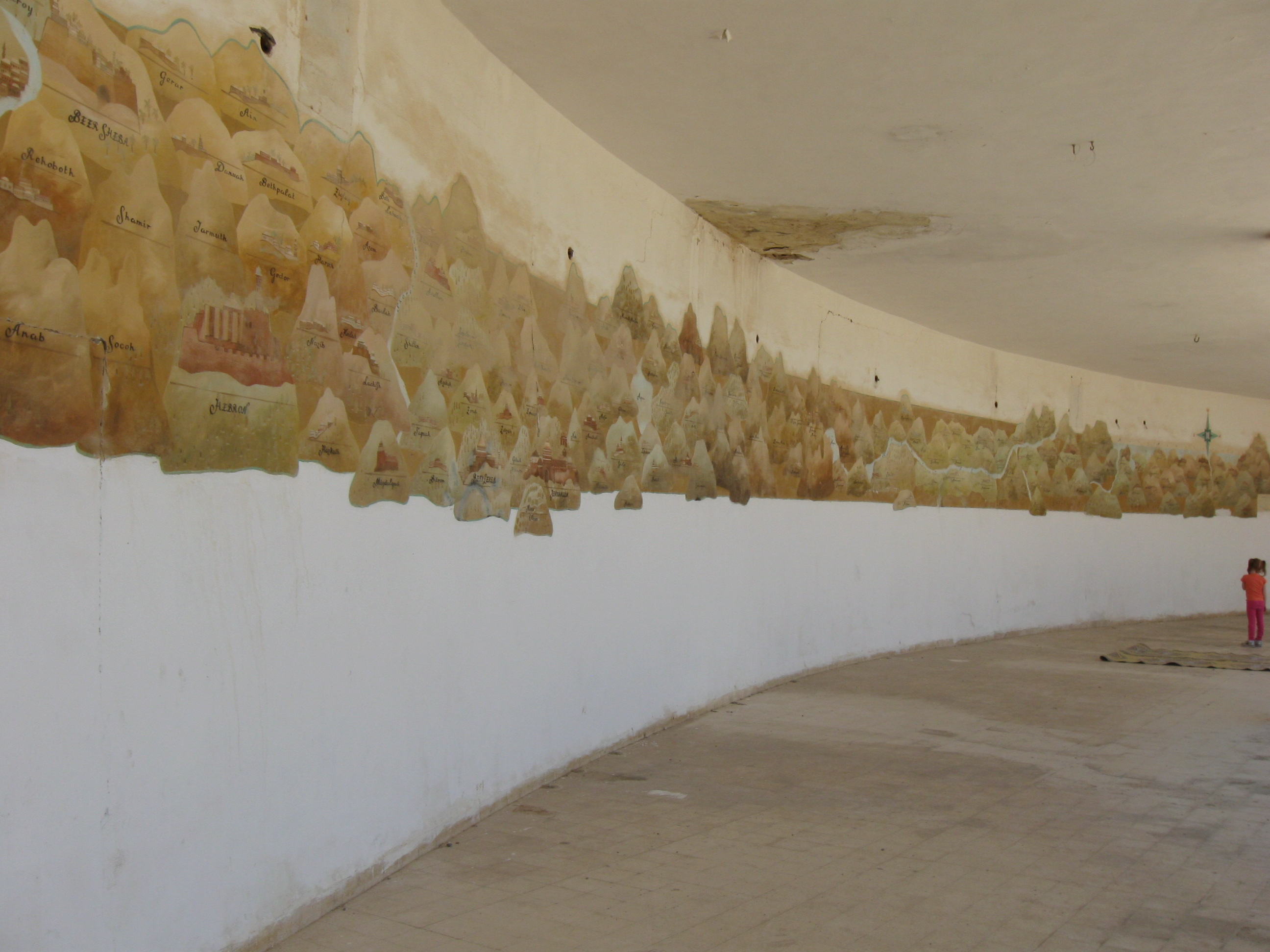
鄰近利都路口（Lido junction）之廢棄餐廳裡的壁畫

## 意圖癱瘓公路
在以色列，意圖癱瘓公路屬違法行為。以下為近年來意圖癱瘓此公路的事件：
- 2011年3月，以色列一群社會工作者在示威遊行中癱瘓90號公路。[3]
- 2011年4月，一群右翼分子騎著自行車，在途經納布盧斯時癱瘓此公路。[4][5]